# O mio babbino caro
«O mio babbino caro» — это ария сопранового репертуара из оперы «Джанни Скикки», написанной итальянским композитором Джакомо Пуччини в 1918 году.
Среди наиболее известных исполнителей этой арии такие звёзды, как Мария Каллас, Виктория де лос Анхелес, Рене Флеминг, Монсеррат Кабалье, Анна Нетребко, Элизабет Шварцкопф, Сара Брайтман и Сиссель Хюрхьебё.

## Описание
Эта короткая ария из 32 тактов, длящаяся 2,5-3 минуты.
Арию исполняет Лауретта, дочь Джанни Скикки, после спора Скикки со своими будущими родственниками. Спор был таким напряжённым, что это грозит разлучить Лауретту с её возлюбленным — Ринуччо. Лауретта поет своему отцу о своей любви к Ринуччо, с которым они не могут пожениться из-за отсутствия приданого (семья Ринуччо не дает ему позволения жениться на бесприданнице). Лауретта умоляет своего отца помочь, после чего он и придумывает авантюру.